# Antonin Lecouteux
Pour les articles homonymes, voir Lecouteux.
 (septembre 2008).
Si vous disposez d'ouvrages ou d'articles de référence ou si vous connaissez des sites web de qualité traitant du thème abordé ici, merci de compléter l'article en donnant les références utiles à sa vérifiabilité et en les liant à la section « Notes et références ».
Antonin Lecouteux (28 septembre 1889 à Paris, - 17 mars 1938 à Barcelone) est un premier vice-consul de France à Barcelone tué lors d’un bombardement italien le 17 mars 1938, durant la guerre civile espagnole. Il a le droit à des obsèques nationales.

## Biographie

### Début de carrière
Pendant la guerre de 1914, Antonin Lecouteux est un jeune officier de la Section photographique et cinématographique des armées (SPCA). Il est aussi un officier de renseignements à l’état-major des troupes françaises en Grèce.
En mai 1919, il est diplomate à l’ambassade de France à Istanbul. La ville perd sa fonction de capitale de la République de Turquie le 1er octobre 1923, en faveur d'Ankara. Il reste toutefois en poste à Istanbul.

### Vice-consul à Barcelone
En 1926, après un court séjour à Paris, il est nommé vice-consul à Barcelone, dans une Espagne dirigée par Miguel Primo de Rivera (1923-1930). Ce dictateur, chassé du pouvoir, part en exil. En 1932, après la chute du roi Alphonse XIII, la Catalogne obtient un statut d'autonomie politique au sein de la jeune Seconde République espagnole.
Le 17 juillet 1936, lors du coup d'État militaire qui provoque la guerre civile espagnole, Antonin Lecouteux est responsable du bureau militaire au consulat français de Barcelone.
Outre les questions militaires, il se charge des réfugiés qui sont nombreux et d'origines variées. Il y a des Espagnols et des Catalans, premiers réfugiés et exilés de la guerre d'Espagne. En Catalogne, ils sont plusieurs milliers de personnes neutres, méfiantes ou hostiles envers les républicains qui partent par bateau vers Marseille ou vers l'Algérie. Ces départs sont souvent clandestins. Les personnes traquées vont au consulat, Lecouteux leur fournit des uniformes de marins français avec lesquels ils vont au port et en partent sous de fausses identités. Il y a aussi des Français vivant en Espagne. Il faut parfois les faire sortir de prison, où ils sont détenus pour des raisons diverses, parfois de fausses accusations d’espionnage, mais la plupart du temps pour des trafics de conserves périmées. Il y a enfin des membres des brigades internationales retournant en France, désargentés et attendant désespérément des papiers des autorités catalanes. Lecouteux ne voit en eux que des citoyens français voulant rentrer dans leur pays, malgré la non-intervention de la France.
Dès le début de la guerre, Antonin Lecouteux envoie clandestinement à la presse française des photos de la guerre civile en Catalogne.[réf. nécessaire] Pour une photo de ruines autour de la capilla de la Dama negra, sans grand intérêt, Antonin Lecouteux est arrêté par la police spéciale, un groupe d’investigateurs et d'exécuteurs de la Fédération anarchiste ibérique. Il passe 24 heures en prison. Son appartement est fouillé.
Au courant des règlements de comptes qui ensanglantent la ville, il va toujours préférer sa voiture qui arbore le fanion français et son autoritso de la Generalitat de Catalunya à des escortes formées de miliciens de la police spéciale.

### Sa mort
Le 22 février 1938, Teruel est prise par les franquistes. Les bombardements de Barcelone, opérés par l'aviation italienne, les 17 mars-19 mars 1936, ont lieu un an jour pour jour après la défaite italienne lors de la bataille de Guadalajara. Mais elles correspondent aussi à la préparation d’une offensive des nationalistes et des fascistes italiens.
Le 13 mars 1938, la France a rouvert ses frontières au transit d'armes vers la zone républicaine. Donc, les médias de la France du Front populaire insistent sur les pertes réelles et symboliques subies par la France en particulier la destruction de l'École française, mais surtout le rapatriement du corps du vice-consul M. Lecouteux, tué lors de ces bombardements. Ils dénoncent l'œuvre du fascisme international pour susciter l'aide active de la population française.
Le corps d’Antonin Lecouteux est rapatrié en France, sur le contre-torpilleur Vauquelin, ce qui donne lieu à une cérémonie officielle à la gare maritime de Barcelone en présence d’une foule nombreuse et de membres du  gouvernement catalan.
À son arrivée à Sète, le délégué du ministre des affaires étrangères préside à une cérémonie à l’arrivée du Vauquelin, transportant le corps. Il l’accompagne jusqu’à Paris, où le premier vice-consul a le droit à des obsèques nationales en présence de nombreuses personnalités, dont Saint-John Perse, le poète qui est secrétaire général du ministère des affaires étrangères, et Joseph Paul-Boncour, ministre des Affaires étrangères. La cérémonie est filmée et le film est diffusé au dans actualités de la plupart des cinémas du monde libre et en U.R.S.S.[réf. nécessaire], pour montrer que tout le monde est menacé par le fascisme, même les catholiques et les pays membres du comité de non-intervention. Antonin Lecouteux est cité à l’ordre de la nation.